# Saint-Léger-sous-Margerie
Saint-Léger-sous-Margerie – miejscowość i gmina we Francji, w regionie Grand Est, w departamencie Aube.
Według danych na rok 1990 gminę zamieszkiwało 65 osób, a gęstość zaludnienia wynosiła 10 osób/km².